# Musée d'Histoire naturelle de Lille
Pour les articles homonymes, voir Muséum d'histoire naturelle.
Le musée d'Histoire naturelle de Lille est un           musée d'histoire naturelle français situé rue de Bruxelles, dans le quartier universitaire historique de Lille. Inauguré en 1822 dans l'ancien Hôtel de Ville de Lille, il est installé rue de Bruxelles depuis 1896.
D'abord construit autour d'une première collection zoologique, il s'est associé au début du XXe siècle un double ensemble de collections géologiques, puis en 1990 deux nouveaux fonds (d’ethnographie et d’histoire industrielle) qui composent donc aujourd'hui quatre grandes thématiques : naturaliste, géologique, ethnographique et d'objets industriels.

## les quatre grandes collections du musée
Ce sont :
1. La collection zoologique (environ 210 000 spécimens dont 3 539 oiseaux exposés) ;
2. La collection géologique (environ 200 000 échantillons) ;
3. La collection ethnographique, essentiellement extra-européenne, qui comprend 15 000 échantillons dont 5 360 objets anciens exceptionnels témoignant des civilisations océaniennes, africaines, asiatiques et amérindiennes. La plupart proviennent de, mais on y trouve aussi des objets provenant de Charles Phalempin (pour la Mélanésie) ou du Général Faidherbe (pour l'Afrique). Le reste provient de dons et donations, et d'acquisitions faites par le Muséum.
4. La collection « sciences et techniques », (ancien « Musée industriel, commercial, colonial et agricole »), qui comprend environ 40 000 échantillons et 20 000 ouvrages ;

Actuellement conservées dans les réserves du musée, les deux collections de Sciences et Techniques et d'Ethnographie sont présentées (par manque de place) à la faveur d’expositions temporaires.
Le MHNL est membre du réseau national des collections naturalistes (RECOLNAT).

## Histoire du musée de Lille

### Le projet
Le projet d'un musée a été porté par la Société des sciences, de l'agriculture et des arts de Lille, une société savante fondée en 1802, qui avait acquis une vaste collection d'insectes, un grand tigre royal naturalisé qui a beaucoup impressionné les lillois de l'époque et d'autres curiosités scientifiques.

### Création d'un premier musée
En 1816, cette société décide de fonder un musée pour présenter et élargir ses collections de spécimens zoologiques vertébrés et invertébrés au public, à des fins d'éducation publique notamment. Les objets dont des momies égyptiennes sont alors présentés au public dans l'ancien Hôtel de Ville du palais Rihour dans une salle gardiennée.
La visite des collections d'oiseaux et la vue du grand tigre ou des poissons naturalisés sont l'une des attractions recommandées par les premiers "guides touristiques".
En 1855, à l'occasion de la création de la Faculté des sciences de Lille ce fonds est offert à la municipalité pour servir à l'enseignement des élèves.
Cette nouvelle faculté est (en 1854) installée rue des Arts (dans l'actuel Vieux-Lille où le botaniste Jean-Baptiste Lestiboudois avait déjà transféré son « jardin des plantes » (dans le jardin de l'ancien couvent des Récollets) en 1794. Ce jardin étant encore utilisé par son petit-fils (Gaspard Thémistocle Lestiboudois) pour son cours public de botanique en 1850 à 1857. C'est le Professeur titulaire de la chaire d’histoire naturelle à la faculté qui devient le conservateur du musée.
Une partie des actuelles collections furent donc un temps installées juste au-dessus du tribunal civil de Lille, dans une grande salle offerte par la mairie (alors située au Palais Rihour). Cette salle proche de l'ancienne salle du Conclave jouxtait une salle de cours servant en hiver aux cours de physique donnés par le Pr Charles Delezenne et une autre salle destinée à l'exposition des produits de l'industrie (une exposition qui avait lieu tous les 2 ans). Les vitrines du Muséum présentaient notamment de nombreux vertébrés et invertébrés naturalisés, dont une grande collection d'oiseaux locaux et exotiques et des poissons naturalisés par un taxidermiste du département du Nord.

### Le musée actuel
Le bâtiment qui abrite aujourd'hui le musée a été commandé par la ville de Lille pour accueillir les enseignants et étudiants d'une « nouvelle » université résultant de la fusion - en 1887 - de l'ancienne Faculté des Sciences de Lille et de l’ Université de Lettres et de Droit de Douai. Terminé en 1894 et ouvert en 1895, il a aussi accueilli les laboratoires de géologie, zoologie et botanique de l'ancienne Faculté des sciences de Lille. La salle principale du musée (grande galerie) est construite sur un principe d'architecture métallique de type Baltard.
Durant la Première Guerre mondiale, la ville est occupée par l'armée et l'administration allemande et subit les désastres de la guerre ; le musée subit quelques chutes d’obus et il aurait pu être très gravement endommagé par le souffle  de l’explosion des « 18 ponts » (destruction, peut-être par sabotage, du plus grand dépôt de munitions régional, qui venait de recevoir un train entier d'explosifs. L'explosion perçue jusqu'aux Pays-Bas a pulvérisé des débris des 18 arches et murs de briques qui devaient protéger les explosifs, à des kilomètres à la ronde. Heureusement une grande filature industrielle avait été récemment construite en solide béton armé, qui a fortement atténué le souffle et les projections de débris en direction de la ville de Lille et du musée.
Après l'armistice (1918), tous les musées et bâtiments administratif de Lille ont dû subir des réparations, alors qu'en raison de la reconstruction en France et en Belgique après la Première Guerre mondiale et du retour des soldats et réfugiés ou prisonniers, les moyens matériels, humains et financiers manquaient. Celui-ci sera en travaux et fermé au public jusqu’en 1925.
Durant la Seconde Guerre mondiale, le musée est (en 1942) occupé par les Allemands qui vont à cette occasion se servir de fauves et d'oiseaux naturalisés pour le décor de d'opéras de Wagner données à l'Opéra de Lille.
De l'après-guerre à la fin des années 1970, le musée est peu actif.
À partir des années 1980, il met en place une politique plus dynamique d'ouverture et d'expositions temporaires, avec ateliers, conférences, outils pédagogiques... Une exposition intitulée « Les plus beaux insectes du monde », ayant connu un grand succès populaire a notamment incité les conservateurs et leur équipe à mettre en place un programme d'expositions temporaires thématiques.
Le musée d'Histoire naturelle de Lille cherche depuis longtemps à s'agrandir pour être en mesure de présenter l'ensemble des collections qui lui ont été confiées. Aucun projet n'a abouti à ce jour, mais une étude de faisabilité a notamment été lancée récemment pour examiner la possibilité de l'installer dans le collège Jean-Macé voisin dont les locaux sont inoccupés depuis 2008. Le déménagement de la maison régionale de l'environnement et des solidarités est une piste explorée par la mairie de Lille.

### Polémique sur les objets brésiliens
En 2003, une grande exposition d'objets brésiliens était programmée dans la ville de Lille dans le cadre des célébrations de l'Année du Brésil en France, qui devait avoir lieu en 2005. 611 objets étaient prévus pour être exposés en France, mais le gouvernement brésilien a refusé. mal à l'aise à l'idée de permettre leur déménagement. En guise de solution, le Muséum d'Histoire Naturelle de Lille a acheté les objets et les a immédiatement cédés au Museu do Índio, à Rio de Janeiro, et s'est ainsi assuré le droit de prêter les objets pour une durée de cinq ans (2004-2009), renouvelable. pendant encore cinq ans. En 2009, n'ayant reçu aucune communication indiquant que le musée français envisageait de renouveler le prêt, le Museu do Indio a demandé sa restitution. La demande a été refusée et les représentants du musée ont affirmé que les objets faisaient désormais partie du patrimoine de la ville de Lille,.
Après une bataille juridique de plus d'une décennie, les objets auront été restitués en 2023 et le gouvernement brésilien a accepté de payer les frais de transport qui, dans le contrat initial, devaient être payés par le Musée.
L'historien Juarez da Silva a critiqué le Musée, affirmant qu'il s'accroche à "l'idée que de tels objets ne peuvent pas être préservés et valorisés dans leur propre pays" et que le patrimoine culturel de pays considérés comme "exotiques" est toujours considéré comme quelque chose qui peut être "approprié".

## Histoire des quatre grandes collections
Le musée d'Histoire naturelle de Lille rassemble les collections de plusieurs musées fondés au XIXe siècle : le musée zoologique, le musée Gosselet de géologie et minéralogie, le musée houiller, le musée industriel et commercial et le musée Moillet d'ethnographie. Compte tenu des espaces disponibles, les collections de ces deux derniers musées ne sont pas présentées au public.

### La collection de zoologie et d'histoire naturelle
Elle s'est constituée il a y 150 ans au sein de la Société des sciences, de l'agriculture et des arts de Lille (par dons, legs ou achats) en une collection de vertébrés et invertébrés naturalisés ou conservés de diverses manières. Il s'agissait en partie d'espèces exotiques. Ce fonds a notamment intégré deux collections offertes par deux naturalistes du début du XIXe siècle (Degland et de Vilmarest),
Cette collection a été installée dans l'actuel bâtiment de 1908 à 1911. Jusqu'au début des années 1950, ce fonds a été géré par ou avec l'Université de Lille. Alors que les espèces régionales commençaient à régresser, y compris au sein du patrimoine des espèces domestiquées, le fonds a été « complété principalement par des collections illustrant des espèces régionales (insectes, races domestiques de pigeons et de poules) ». Depuis les années 1950, des dons et legs de particuliers et des échanges avec des parcs zoologiques (espèces menacées) ont permis d'enrichir ce fonds.
Le musée abrite ainsi une vingtaine de spécimens  d'espèces éteintes naturalisés (ex : spécimen de grand pingouin daté de 1835), loup marsupial, pic à bec d'ivoire, pigeon migrateur d'Amérique du Nord, Huia dimorphe,,...) au niveau planétaire et au moins 300 espèces disparues ou menacées de disparition dans la région Nord-Pas-de-Calais ou de France). Le public peut ainsi observer un loup naturalisé (tué dans le Pas-de-Calais) ou des oiseaux devenus très rares comme un Balbuzard qui a autrefois vécu à Lille où il a été tué puis empaillé. Ces animaux naturalisés témoignent de l'érosion mondiale et régionale de la biodiversité et des disparitions d'espèces de la région.

Une partie de ces espèces a été présentée à l'occasion d'une exposition intitulée Ces chers disparus, dédiée à l'explication des causes et conséquences de l'effondrement de la biodiversité, avec mise à disposition des écoles ou associations d'un outil pédagogique ad hoc.

### La collection de géologie
Sa base est un fonds d'échantillons de roches et minéraux dont certains servent encore de référence internationale.
Ces échantillons ont été collectés et classés durant 40 ans par Gosselet, ses élèves et amis géologues à l'occasion de visites géologiques de terrain. Ces visites ont d'abord faites avec la société des sciences de Lille (1ères visite à Gassel le 5 juin 1865, avec 20 personnes invitées et guidée par Jules Gosselet), puis avec ses élèves ou avec la Société géologique du Nord (Cette société savante a été fondée le 11 février 1870 par Jules Gosselet, avec alors une vingtaine de membres et un budget de 210 fr. En 1907, elle comptait plus de 200 membres (savants, fonctionnaires, industriels, commerçants...) et disposait d'un budget de 4,000 francs et d'un fort soutien de l'industrie des houillères (qui a beaucoup profité des progrès de la géologie, tout en permettant de les améliorer par ses sondages et la mise au jour de fossiles jusqu'alors profondément enfouis). Une partie des échantillons ont peut-être été acquis lors de visites préparatoires à la réalisation de la Carte géologique régionale (Gosselet est entré au Service de la Carte géologique de France en 1876, en a été nommé collaborateur principal en 1889 et a été membre de la Commission spéciale de la Carte à partir de 1892, et il a contribué à plusieurs travaux importants en Belgique). Quelques échantillons proviennent de dons faits par des amis de Gosselet (ex. : une série unique d'Inocérames, de Poissons et d'Epongés de la craie blanche de Lezennes offerte par M. Décocq, des fossiles éocènes de Cassel trouvés par Ortlieb et Chellonneix et Debray ; une cinquantaine de galets trouvés dans les craies des environs de Lille par Crespel...).
Le Pr Barrois, lors du cinquantenaire scientifique de Gosselet, a rappelé que ce dernier a un jour expliqué à ses élèves (dans l'une de ses leçons qui a été conservée) : 
« Dans notre vie de géologues, disiez-vous, chaque fois que nous rencontrons un rocher nous lui demandons son nom, son âge, pourquoi il est là, comment il s'est formé, et pour ne pas oublier ses réponses, nous en rapportons un fragment dans nos collections »..
Ces échantillons ont été organisés selon Gosselet en une collection regroupée en « 1.150 tiroirs comprenant environ 40.000  échantillons de roches et 60.000 cartons de fossiles. Elle constitue ainsi une série unique par le nombre des échantillons, par leur choix, par leur origine locale, et parce qu'on y trouve réunis tous les documents des travaux publiés dans les 30 volumes des Annales de la Société géologique du Nord », sous la direction du célèbre géologue qui fut le premier professeur de géologie de l'Université de Lille) et qu'à la fin de sa carrière on appelait "maitre". Les échantillons de fossiles et de roches les plus remarquables étaient rangés dans des vitrines et les autres pièces dans les tiroirs correspondants, pour que chaque vitrine soit le résumé des faunes et des échantillons minéraux de la série des terrains, qui est rangée en dessous.
Gosselet voulait qu'en parcourant sa collection, on puisse suivre « toute l'histoire géologique de la région depuis ses premiers âges jusqu'à nos jours. On y  voit toutes les matières minérales qu'elle renferme et que l'on peut exploiter, tous les restes connus d'animaux fossiles qui y ont vécu » afin d'abord de « servir à l'enseignement des élèves de la Faculté et du public ; C'était le commentaire naturel du cours de géologie ».
Ils proviennent du nord de la France au sens le plus vaste du terme, c'est-à-dire pour Gosselet « en y englobant non seulement les départements du Nord de la France, mais encore les pays voisins, dont la configuration géologique éclaire la nôtre : la Belgique, le nord du Bassin de Paris et, pour le Tertiaire, le sud de l'Angleterre. ». Ce dernier les a offert à l'Université et à la ville de Lille, qui les ont transféré dès la fin de la construction de l'actuel bâtiment au début du XXe siècle (en 1902 précisément) dans l'actuel musée d'Histoire naturelle, que les scientifiques lillois appelaient alors aussi « l'Institut des sciences naturelles ». Ils ont été officiellement présentés au public lors d'une inauguration faite en présence de M.E Agache-Kuhlmann (alors président de la Société des sciences de Lille), de M. Brégi, président de la Société géologique du Nord, du Pr Lohest représentant à la fois l'Université de Liège, et la Société géologique de Belgique), de J. Margotïet, recteur de l'université de Lille, de nombreux géologues (dont son ami le Pr Barrois et M. Haug (président de la Société géologique de France et représentant du laboratoire de géologie de la faculté des sciences de Paris) et de diverses personnalités françaises et belges (dont Mr Malaise, représentant l'Académie Royale de Belgique). À l'occasion du « cinquantenaire scientifique » de la carrière de Gosselet, le prix Gosselet est créé, à partir d'une somme d'argent (12000 fr.) réunie par souscription par ses amis et à laquelle les sociétés minières ont beaucoup contribué. Cette somme devait financer une œuvre d'art immortalisant Gosselet, mais ce dernier a demandé qu'on en fasse plutôt un prix qui devra être décerné (tout comme le prix Kuhlmann) lors des séances annuelles de la Société des sciences, de l'agriculture et des arts de Lille, pour - toujours selon le vœu de Gosselet - « récompenser un travail sur la géologie du Nord de la France ou sur ses applications ».
Bien que peu de gens à cette époque imaginent qu'un minéral puisse être une ressource épuisable, cette collection a aussi une vocation conservatoire : Gosselet explique par exemple lors de son inauguration qu'il y a déposé de nombreux échantillons trouvés lors de ses « recherches sur la craie blanche de l'Aisne, sur celle des environs de Lille, sur la craie phosphatée de Picardie. Ces derniers sont d'autant plus précieux que les conditions de leur sédimentation ont été particulièrement intéressantes et qu'il sera impossible de se les procurer lorsque, dans 4 à 5 ans, tous les gîtes de phosphate à chaux auront été épuisés. Une semblable collection n'existe et ne peut exister nulle part ailleurs ».
Gosselet regrettait que par manque de place, pour le Houiller, il ait « négligé la collection de végétaux », s'étant cependant « au contraire  appliqué à réunir tout ce qui pouvait intéresser la sédimentation de la houille ». Dans le cadre de l'exploration du Bassin minier et de la production de charbon, Charles Barrois le successeur de Jules Gosselet constitue des « collections houillères » (ensemble de fossiles miniers, végétaux et parfois animaux, qu'il confie également au musée ; c'est « l'une des plus belles collections mondiales d’empreintes végétales fossiles de l’époque houillère, pour la plupart issues des anciens puits de mines et des terrils du Nord-Pas-de-Calais » selon le Musée. Ces fossiles sont présentés au public cinq ans après l'ouverture du Musée de géologie, c'est-à-dire en 1907, dans trois salles, dans la partie droite du rez-de-chaussée avec à cette occasion la création sur le mur du fond d'une grande fresque représentant le paysage du carbonifère, signée Louis J. Lebrun (1906). Au total, la collection abrite environ 6 000 fossiles.
Une autre collection de Gosselet portait sur la minéralogie (présentée dans les vitrines du pourtour), et une autre salle contenait des échantillons plus généraux provenant de diverses parties du monde, surtout rassemblés pour les cours de géologie par Gosselet et ses amis, ou pour certaines pièces achetées par, disait-il, les « maigres crédits » de l'Université ou du Musée. Enfin, une troisième salle (lithotèque non ouverte au public) conservait des échantillons des sondages d'intérêt géologique faits dans la région, offerts par des sondeurs ayant consulté Gosselet).
Une partie de la collection est aujourd'hui présentée dans la première galerie. Elle montre quelles ont été les grandes étapes de l'évolution sur Terre (avec par exemple des fossiles de végétaux, d'ammonites et des squelettes ou fossiles de vertébrés et hominidés.
La seconde galerie résume 600 millions d'années en cinq tableaux : Dévonien, Jurassique, Crétacé, Eocène, Quaternaire.
Environ 500 pièces jugées remarquables sont présentées au public, mais la collection abrite en 2014 environ « 200 000 fossiles, roches et minéraux », incluant « 2 000 types et figurés », avec « près de 100 000 échantillons » décrivant l'histoire géologique de l'Euro-région (entre Paris, Londres et Dinant) pour la période allant de - 600 millions d'années à l'époque gallo-romaine. Pour ce qui concerne l'extérieur de cette zone régionale, 35 000 références contribuent à décrire la géodiversité fossile et des roches de toute la planète voire extraplanétaires (météorites) ; le fonds minéralogique abrite 8 000 échantillons, classés en plus de 600 genres.

### La collection d'ethnographie extra-européenne
En 1990, le musée s'est vu confier les collections de l'ancien « musée ethnographique Alphonse Moillet » créé en 1851 à la suite d'une donation de 1500 objets ethnographiques extra-européens ayant appartenu au lillois Alphonse Moillet (1812-1850), un riche propriétaire terrien qui a réuni, au cours de sa vie, des objets d'intérêt ethnographique provenant du monde entier.
Le noyau initial de cette collection, entièrement construit par Alphonse Moillet, est composé d'objets qui, pour la plupart, semblent avoir été acquis sur les ports par des contacts et achats réguliers entre A. Moillet et des officiers de marine marchande, des marins, des militaires, des consuls et autres diplomates envoyés en mission à l'étranger ou en revenant, ou encore d'autres voyageurs et explorateurs susceptibles de partir et revenir de pays lointains.
Moillet a ainsi accumulé des objets venant notamment de Perse, Amérique, Malaisie, Japon, Hindoustan et Océanie,.
En 1888, un incendie oblige le musée d'ethnographie lillois à transporter et stocker sa collection du palais Rihour aux réserves du palais des Beaux-Arts de Lille. Une partie des collections sera ensuite présentée au Palais des Beaux-Arts jusqu'à la Première Guerre mondiale. Ces collections furent offertes par la famille Moillet à la ville de Lille, l'année de la mort d'A. Moillet avaient alors été mises en caisse, puis redécouvertes en 1990 à l'occasion de la rénovation du palais. Le muséum les accueille en 1992. La préparation et restauration scientifique de ces collections a été faite pour notamment déboucher en 1998 sur une exposition temporaire « multi-musée » intitulée "« La découverte du paradis - Océanie - Curieux, navigateurs et savants »", organisée par l'Association des conservateurs des musées du Nord-Pas-de-Calais en cherchant à montrer le regard partagé par les occidentaux sur les peuples alors dits "primitifs". Nombre des pièces présentées à cette occasion (1200 objets venant d'Océanie, collectés de la fin du XVIIIe siècle aux années 1900, qui ont ensuite donné lieu à une exposition virtuelle.) n'avaient jamais été vues par le public européen.
Cette collection, initialement composée de 4 500 objets, a été enrichie par des dons, des legs et de nombreuses pièces achetées par le musée pour atteindre environ 13 000 objets en 2010,.
On y trouve aussi des dons et legs de personnages célèbres tels que Charles Phalempin (pour la Mélanésie) ou du Général Faidherbe (pour l'Afrique). Le reste provient d'acquisitions faites par le Muséum de Lille.
Elle contient environ 5 360 objets anciens exceptionnels témoignant des civilisations océaniennes, africaines, asiatiques et amérindiennes. La plupart proviennent d'autres continents que l'Europe.

En 2011, à la demande du musée national néo-zélandais Te Papa Tongarewa qui souhaite récupérer toutes les têtes māori momifiées dites upuko tuhi (ou toi moko en raison de leur tatouage (moko), ou  mokomokai quand il s'agit de têtes d'esclaves tatoués de force), le muséum de Lille a renvoyé en Nouvelle-Zélande une des têtes présentes en France, qu'il détenait depuis environ 150 ans. Ce transfert a pu être fait dans le cadre d'une loi spéciale votée en mai 2010.
Conservées dans des réserves, ces objets parfois très fragiles, ne sont présentés que lors d’expositions temporaires.

### La collection «sciences et techniques»
Ce fonds a pour origine les collections de l'ex-Musée industriel, commercial, colonial et agricole de Lille, autrefois situé rue du Lombard fondé au milieu du XIXe siècle (en 1853), également à l’initiative de la Société des sciences, des arts et de l’industrie de Lille.
Ce musée associait originellement deux musées (et leurs fonds d'archives) : 
- un Musée industriel et agricole ;
- le Musée commercial et colonial.

Il regroupe environ 40 000 objets et 20 000 ouvrages techniques et professionnels relatifs aux objets du fonds, complétés d'acquisitions récentes. Cet ensemble scientifique et technique est « second en importance » en France, derrière celui du Musée des arts et métiers.
Il a été confié au musée d'Histoire naturelle en 1991 et comprend aujourd'hui environ 40 000 échantillons et 20 000 ouvrages.

## Égyptologie
Les collections du musée abritent cinq momies (dont 3 encore bandelettées). Selon un guide publié en 1826, trois de ces momies ont été trouvées dans les ruines de Thèbes. Le musée abrite aussi une tête momifiée égyptienne.
Tous ces restes humains ont été étudiés par radiographie et tomodensimétrie et endoscopie quand cela était utile, ce qui a permis de classer ces pièces comme « groupe homogène d'époque tardive (ptolémaïque ou gréco-romaine) » et de montrer que l'embaumement avait été fait après excérébration par voie endo-nasale puis pour l'une des momies remplissage partiel de résine naturelle. L'imagerie scientifique a également montré que l'éviscération du corps a, pour les 5 momies, été faite via le flanc gauche et que le vide a été comblé, après nettoyage par 2 à 5 paquets-canopes et un bourrage par des pièces de tissu imbibé de résine. Aucune pathologie osseuse n'a été détectée. Curieusement, un crabe est présent dans le flanc droit d'une des momies.

## Conservation
La nature très diverse des échantillons et pièces conservées dans ce musée implique une gestion complexe et un contrôle permanent de l'hygrométrie, la température et de la lumière (dans le musée, et dans ses zones de stockage ou de travail) via des capteurs et un logiciel spécial, avec dans les années 1990 l'installation d'un système "sans fil" d'acquisition et gestion de ces données.

## Animation
Outre un programme régulièrement renouvelé d'expositions et conférences thématiques d'intérêt scientifique et culturel, destinées au grand public, étudiants, écoles..., le musée organise ou accueille des visites guidées thématiques, des animations ludiques pour les adultes ou enfants (chasse au trésor, énigmes à résoudre, animations musicales, radiocrochet), des cours de dessin naturaliste pour les adultes ou les enfants, etc. En 2014 le Musée a participé à Museomix (événement culturel annuel mixant la muséographie aux nouvelles formes de médiation et aux nouvelles technologies de la communication (NTIC).
Le musée est en cela aidé par l'association des amis des musées de Lille (fondée peu après la Seconde Guerre mondiale) qui regroupait en 2013 environ 900 personnes (qui contribue aussi à  l’enrichissement des collections).

## Galerie de photographies

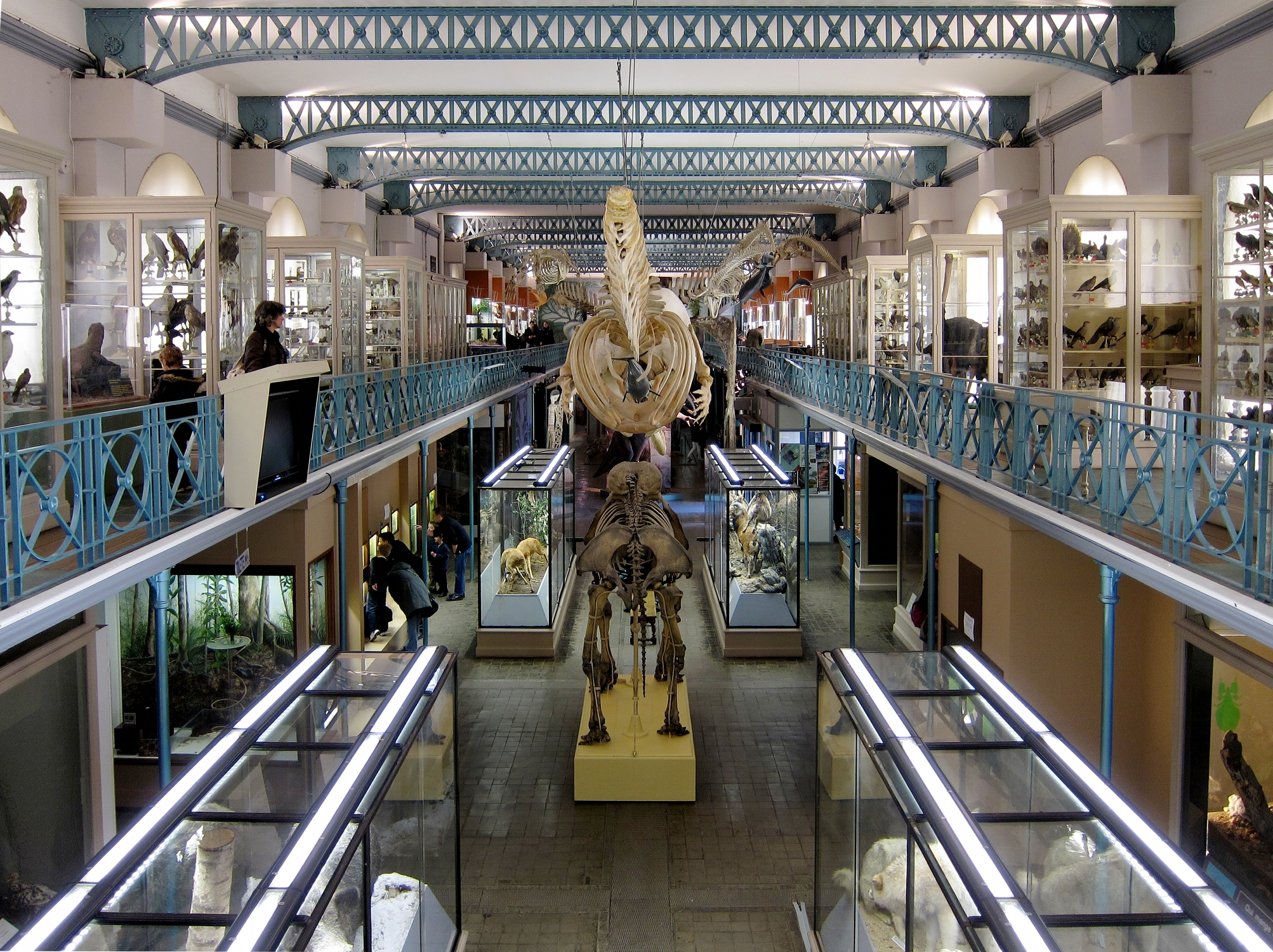
La galerie du musée
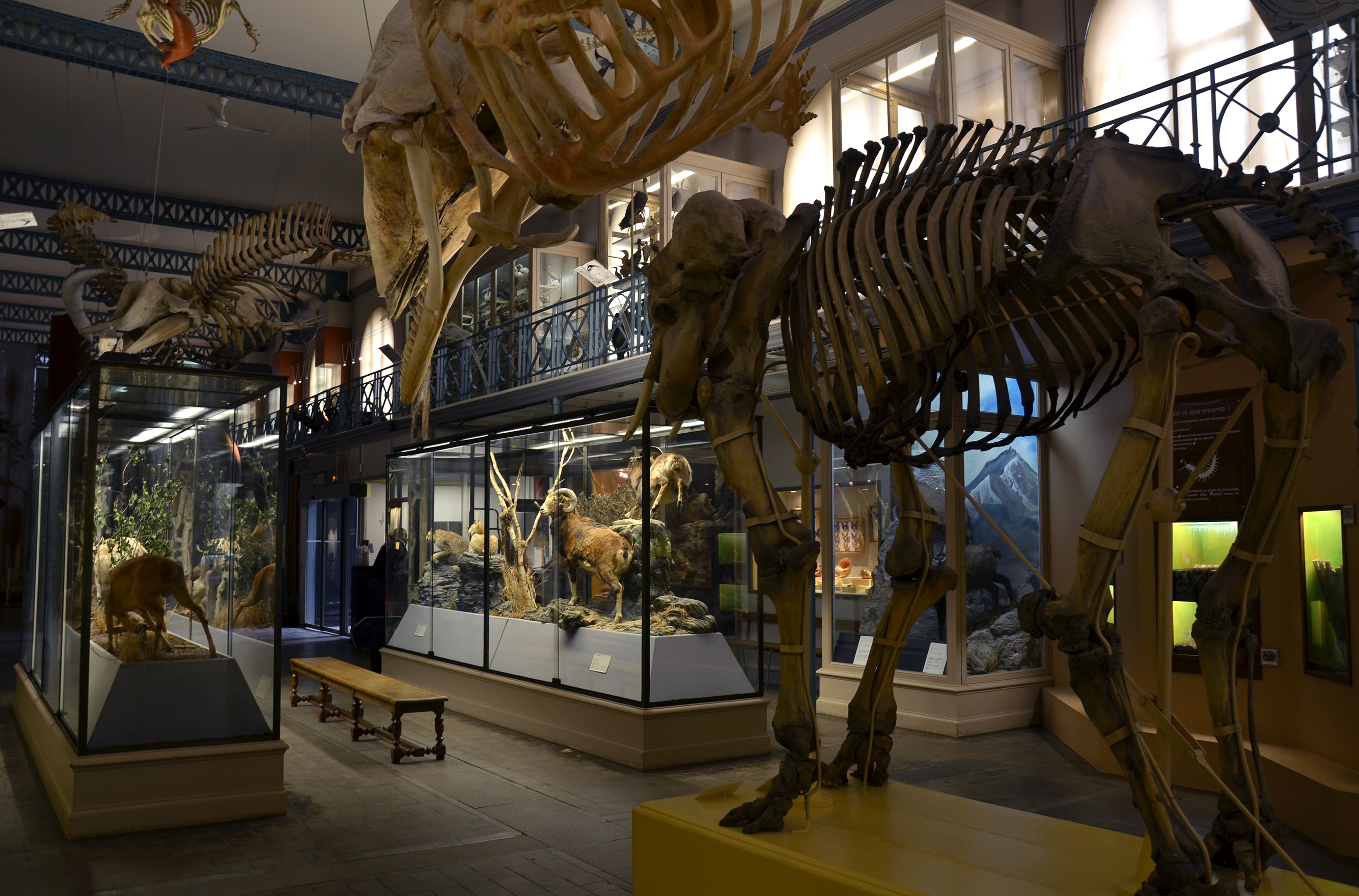
La galerie (bas)
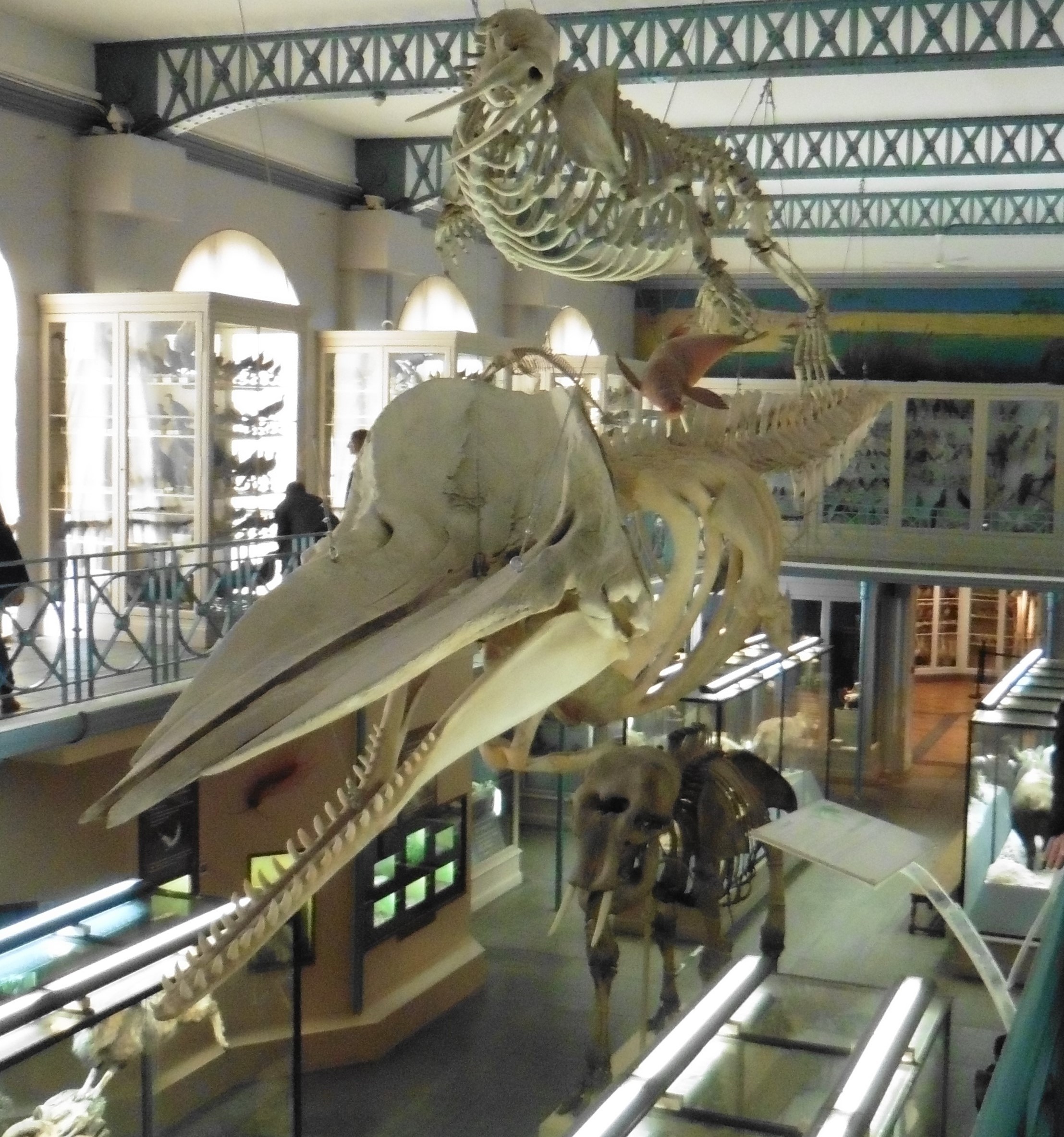
Vue sur la galerie du musée
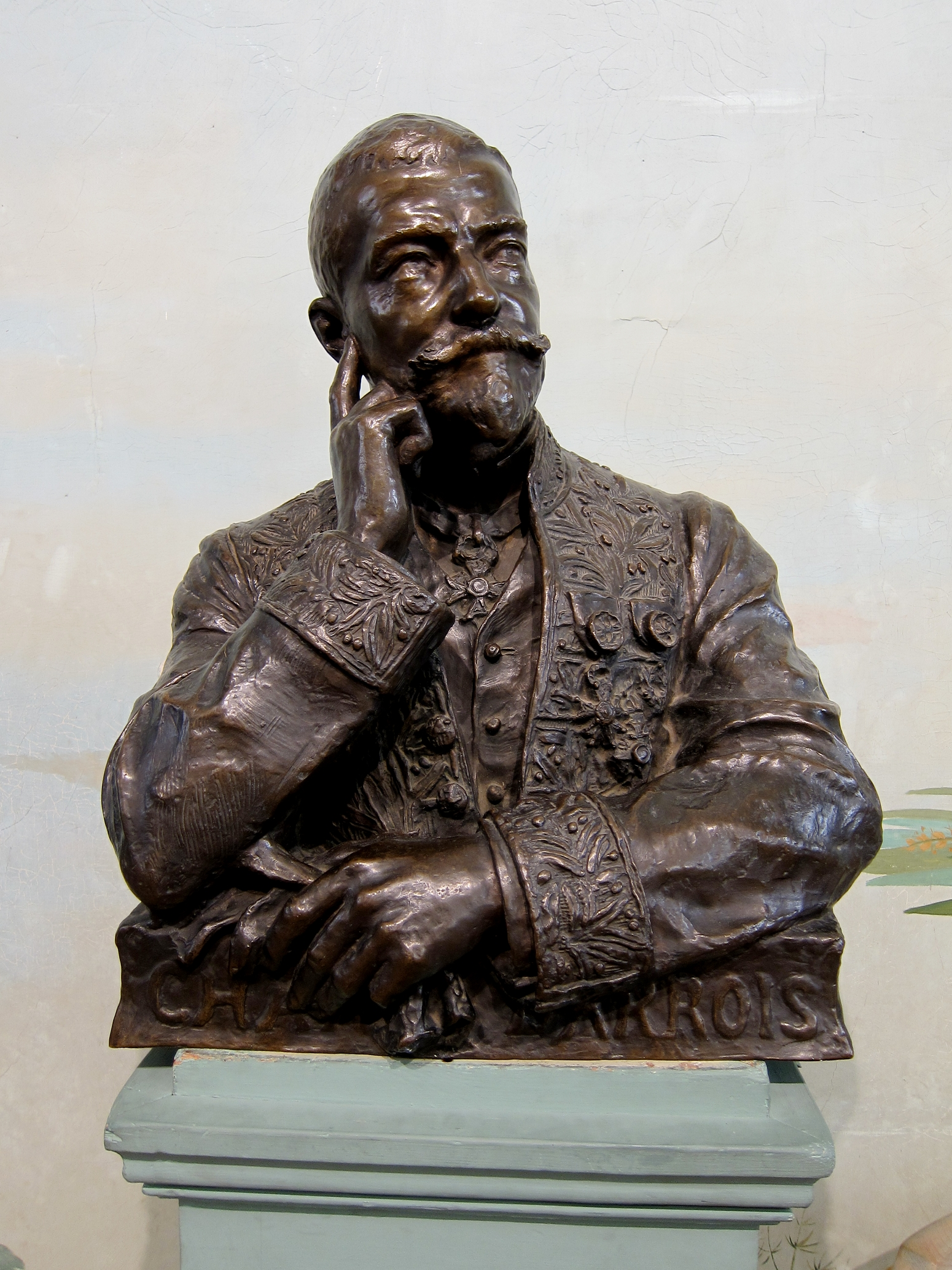
Buste de Charles Barrois
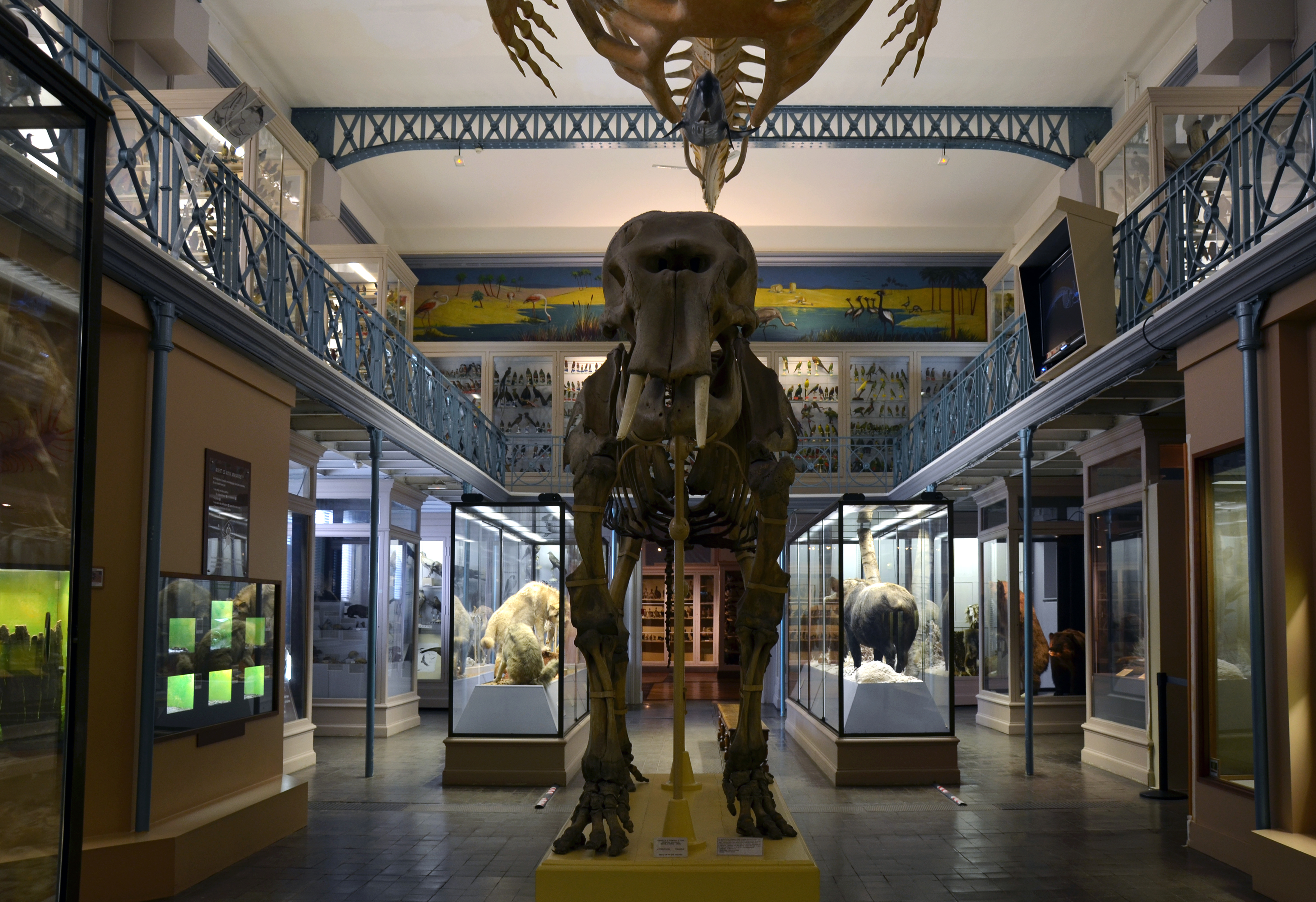
La galerie (bas)
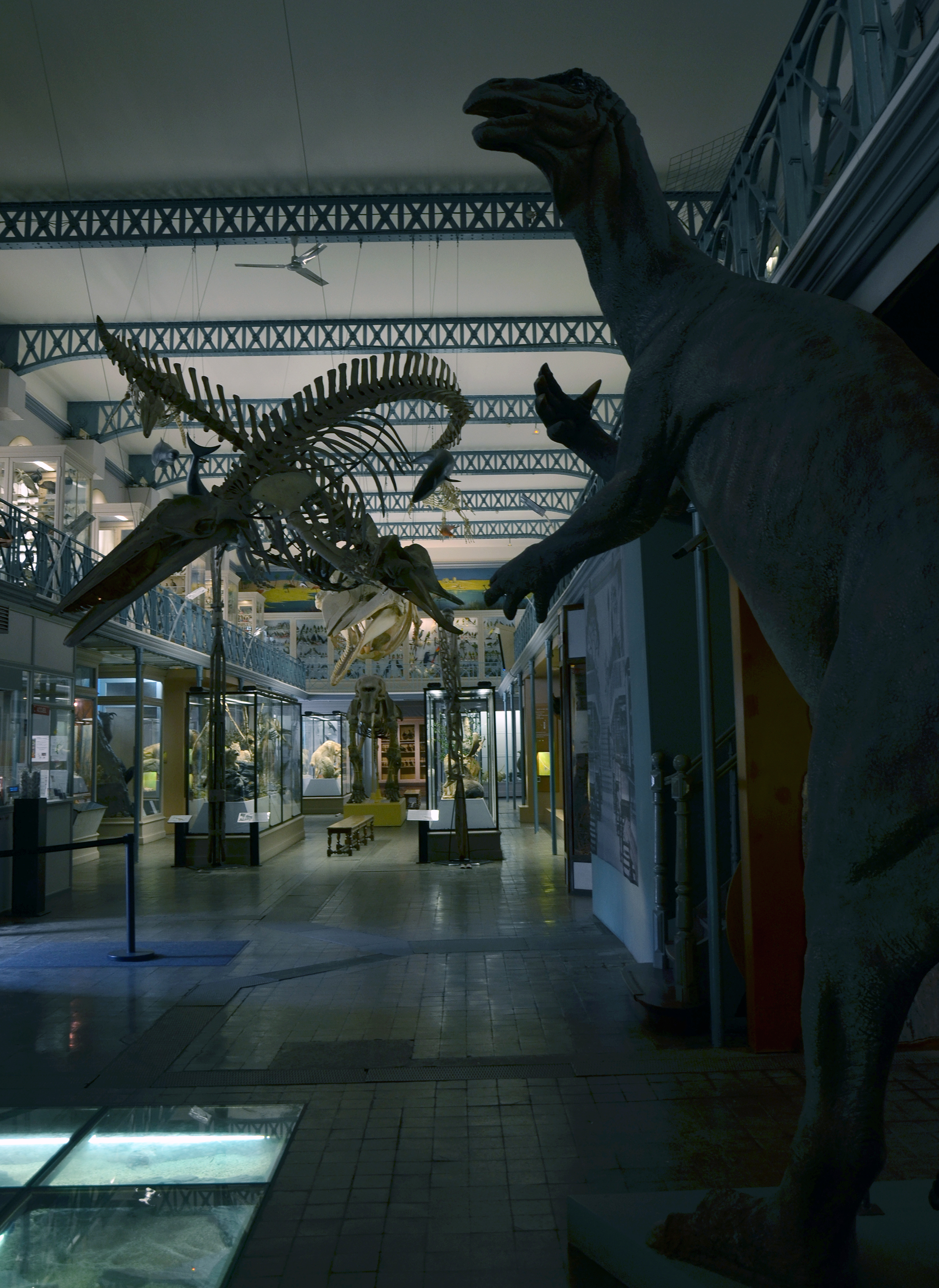
Vue de la galerie

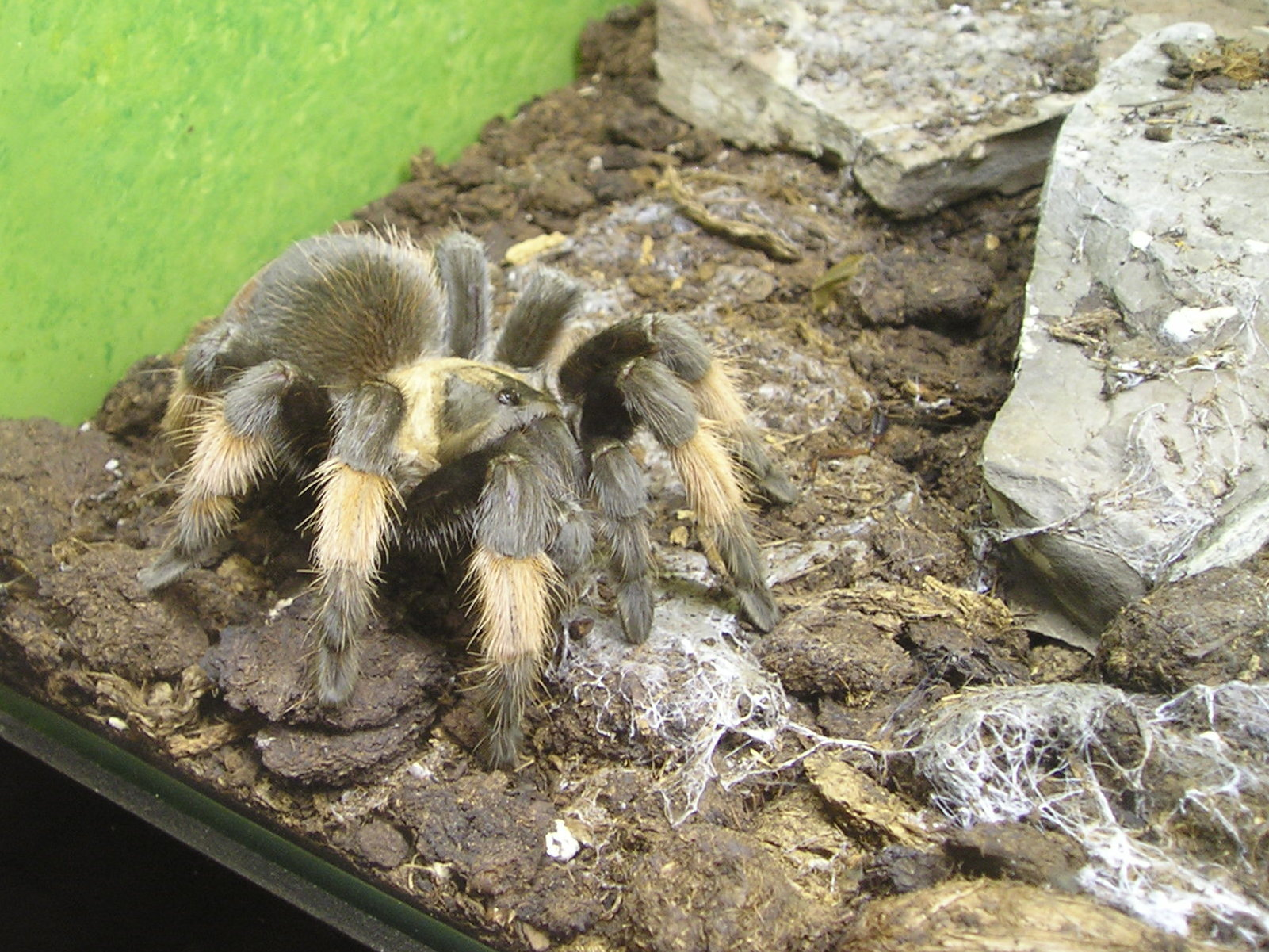
Brachypelma emilia
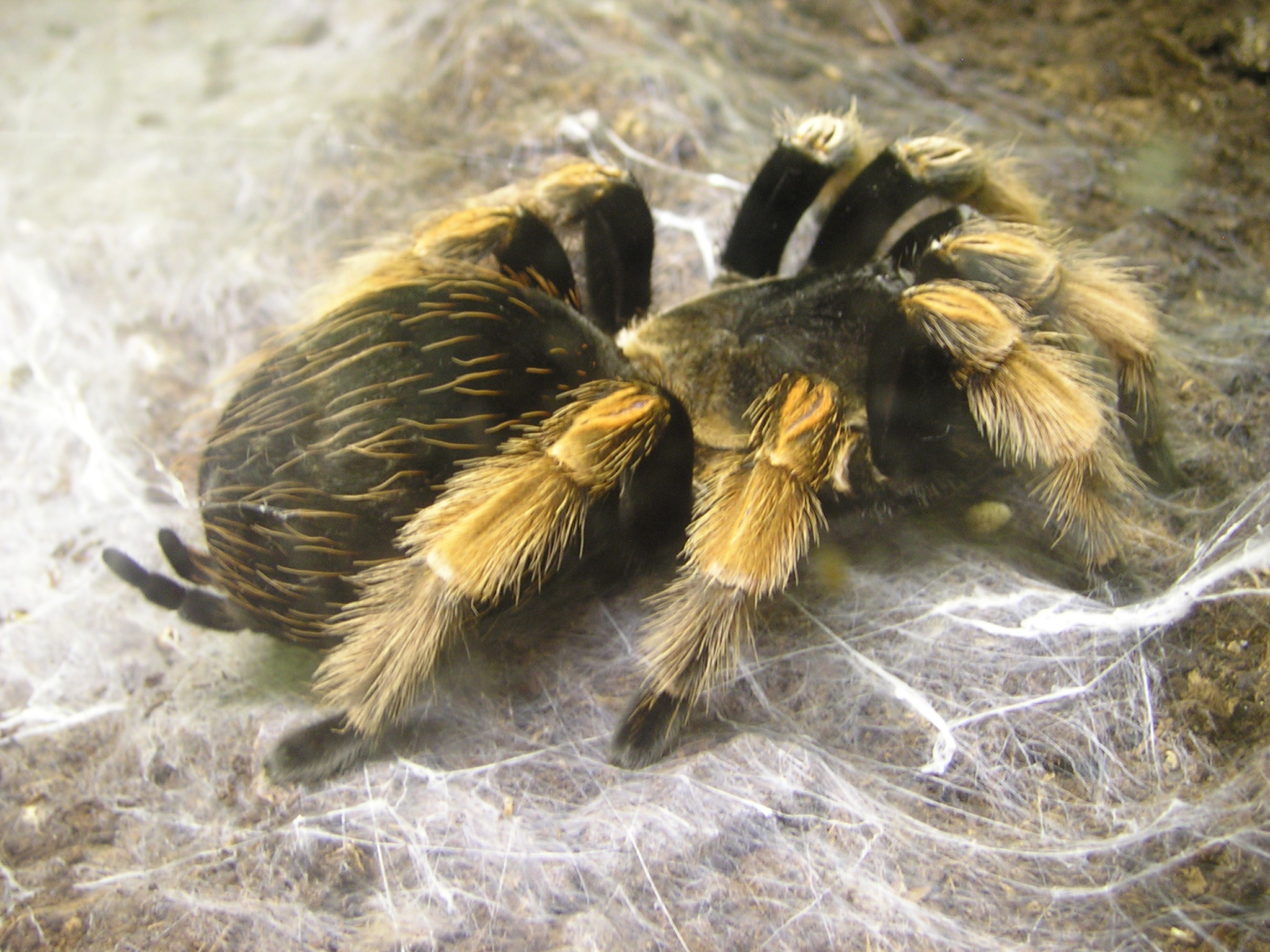
Brachypelma klaasi
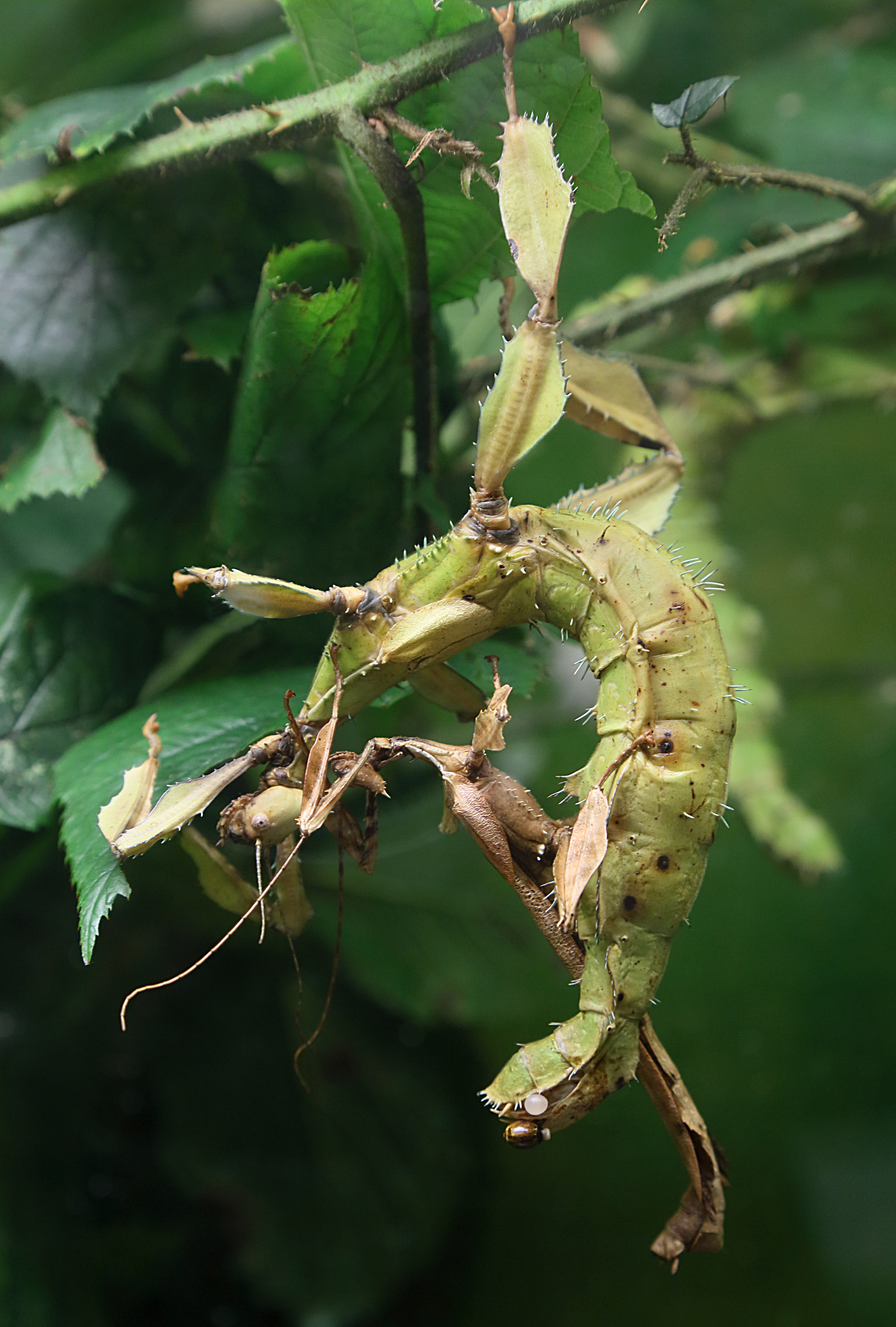
Extatosoma tiaratum
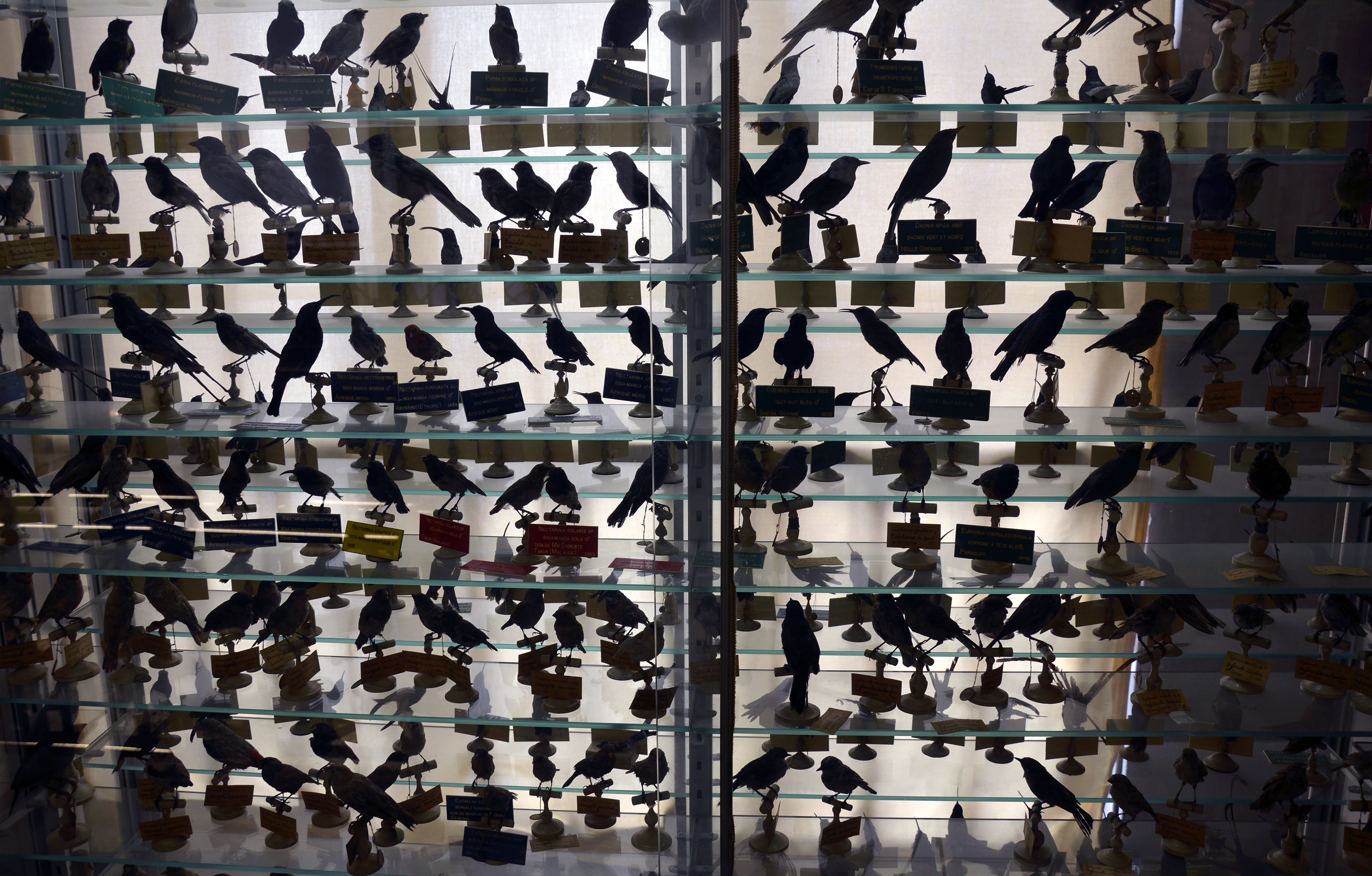
Une partie de la collection d'oiseaux naturalisés
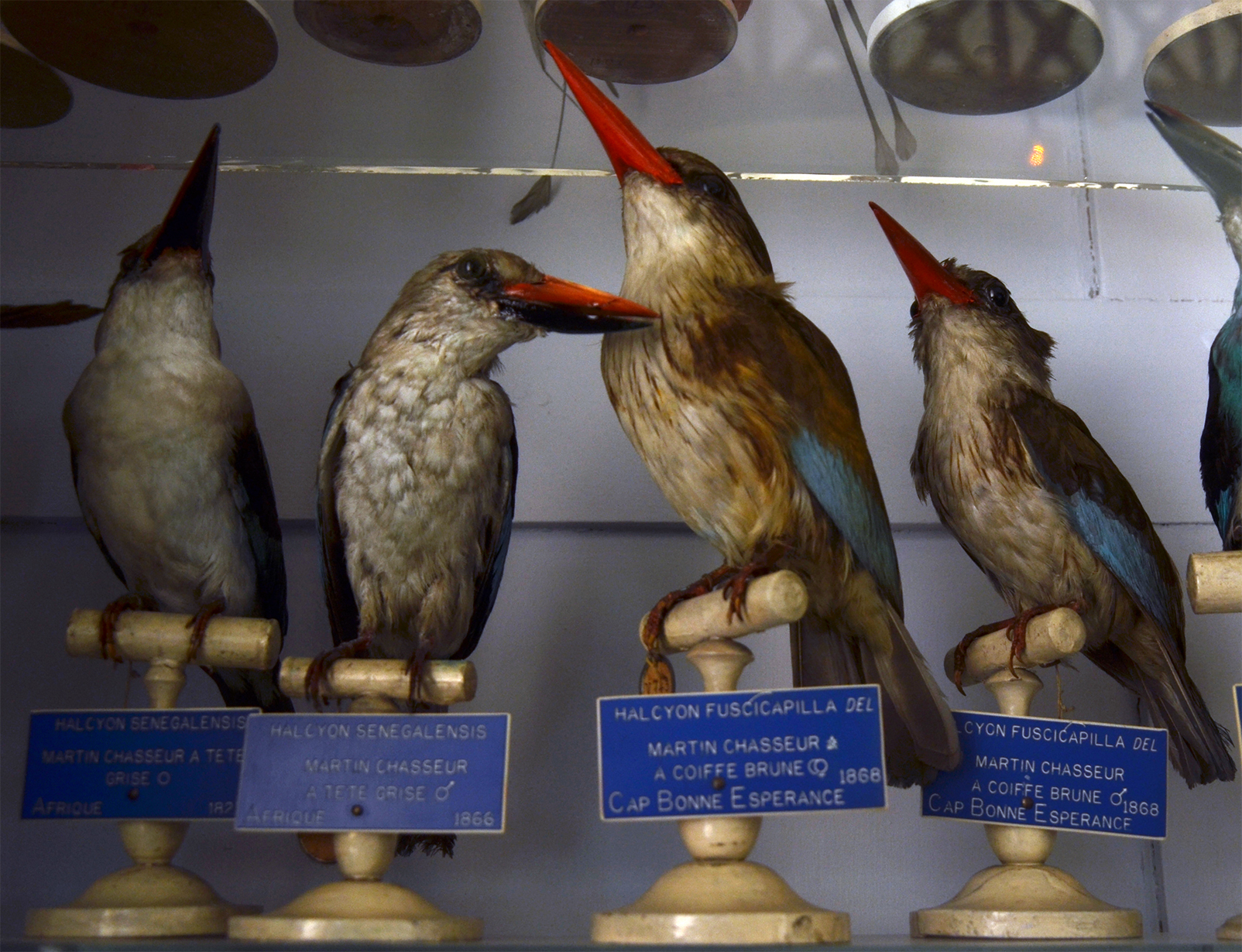
Oiseaux naturalisés
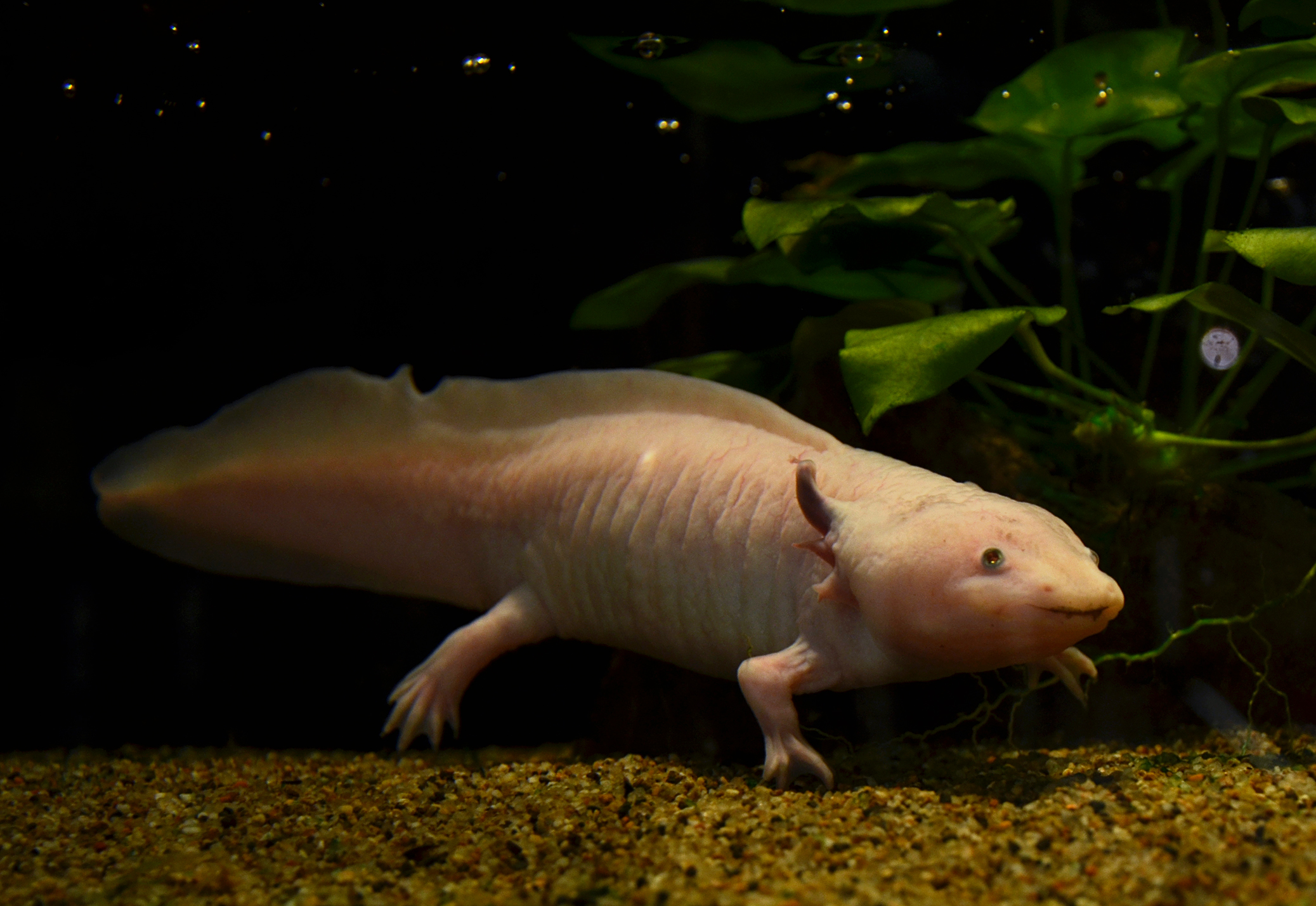
Axolotl (Ambystoma mexicanum)

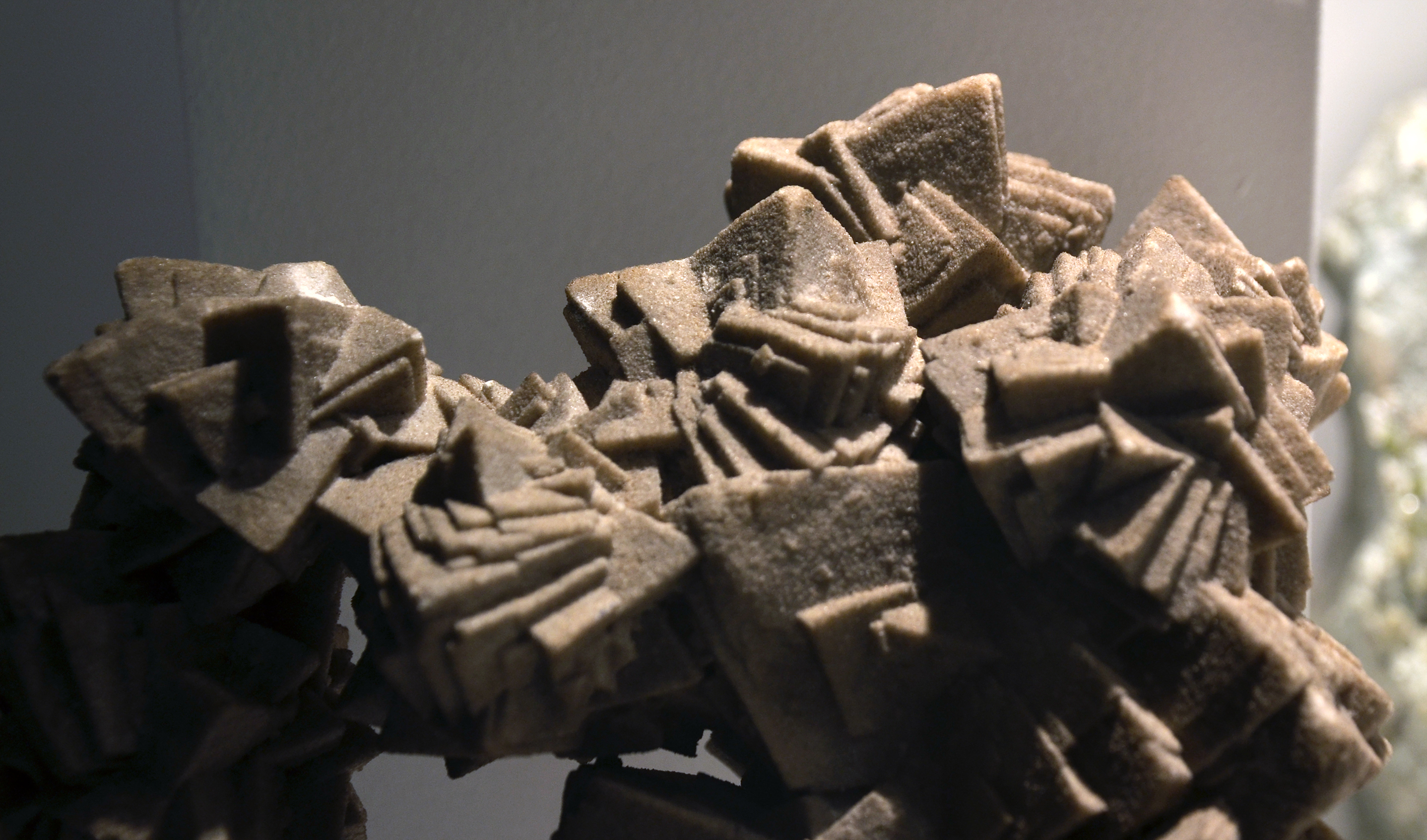
Calcite de Fontainebleau
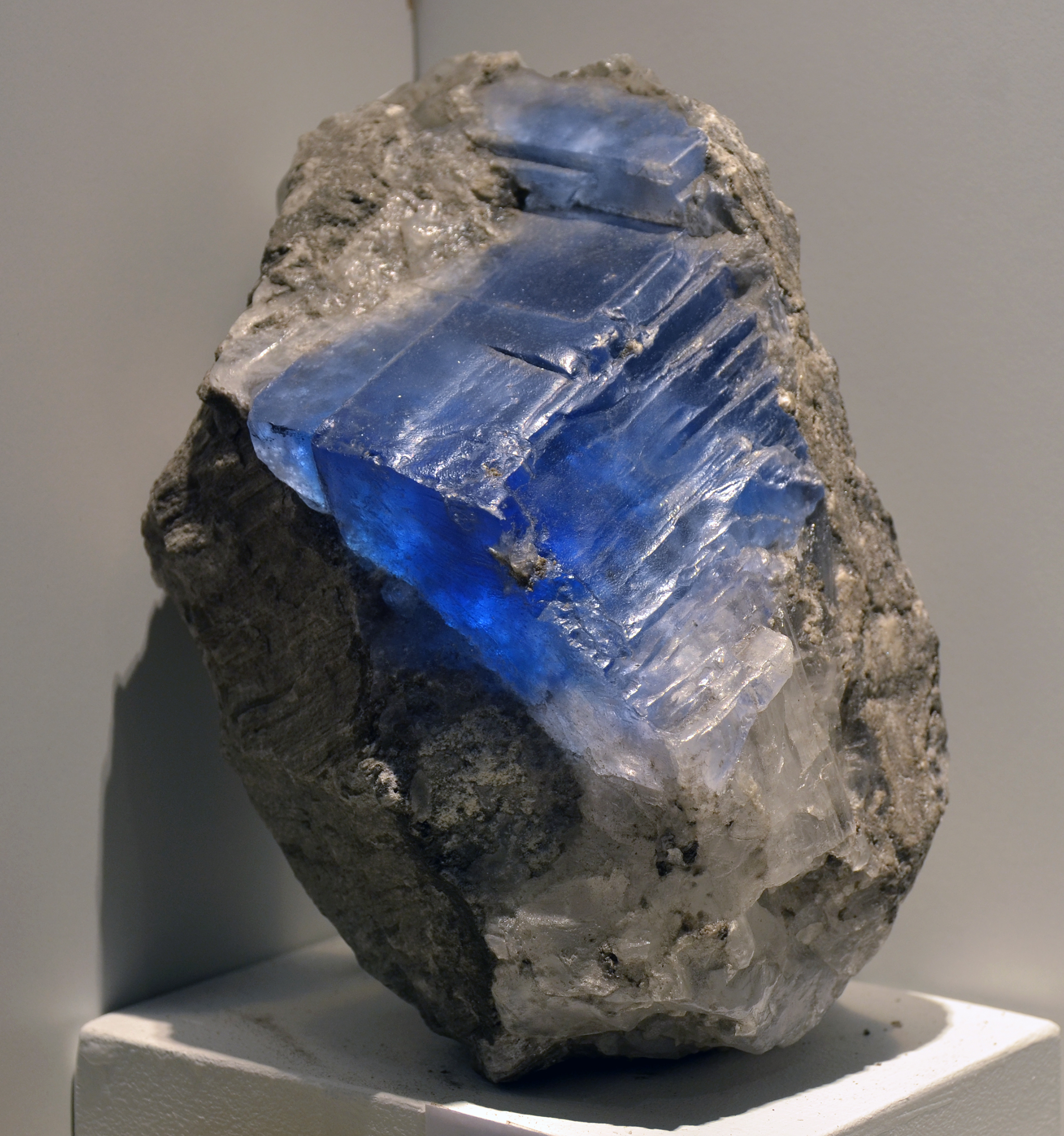
Halite
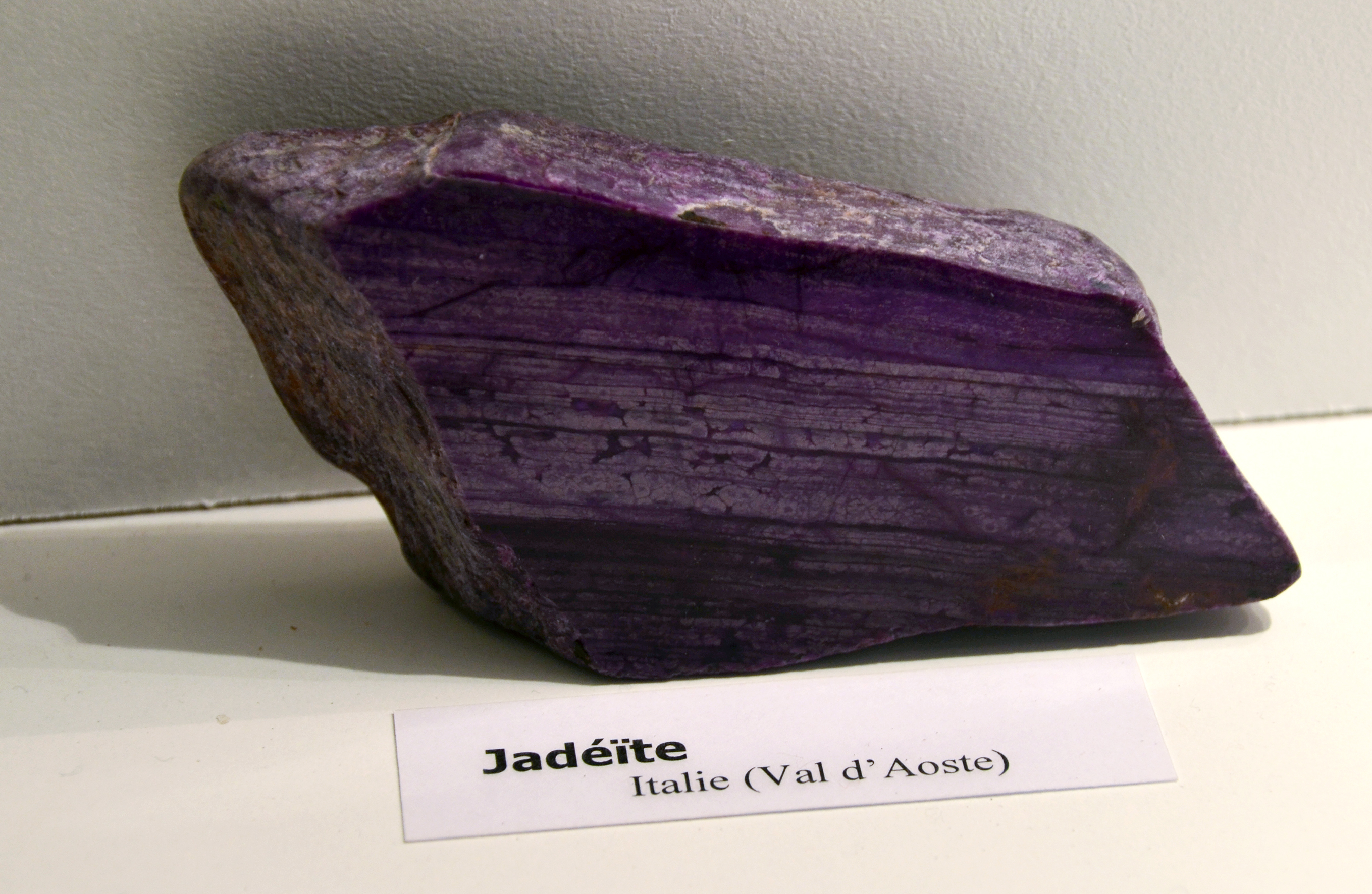
Jadéite (venant du Val d'Aoste, en Italie)
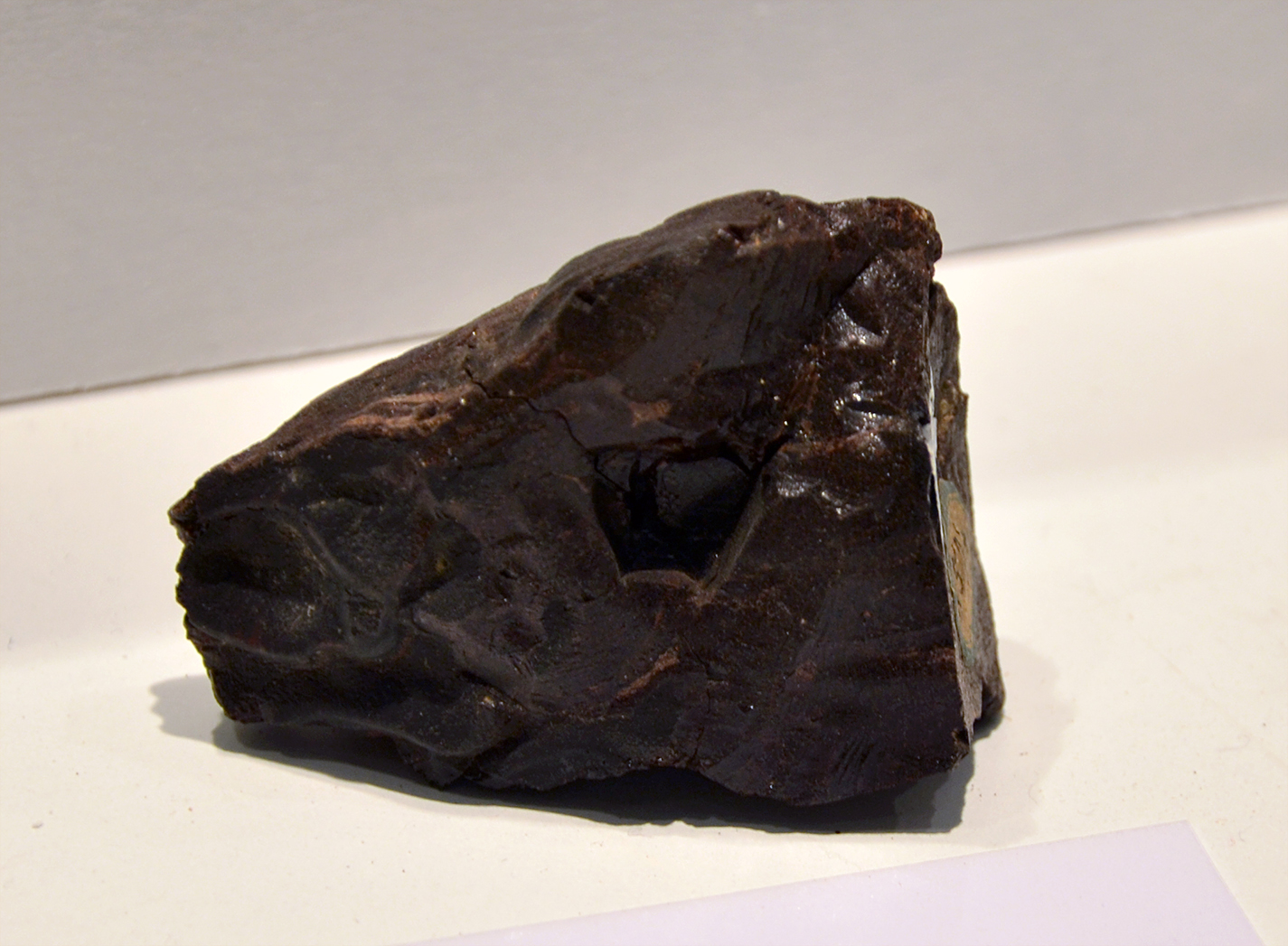
Ozocérite
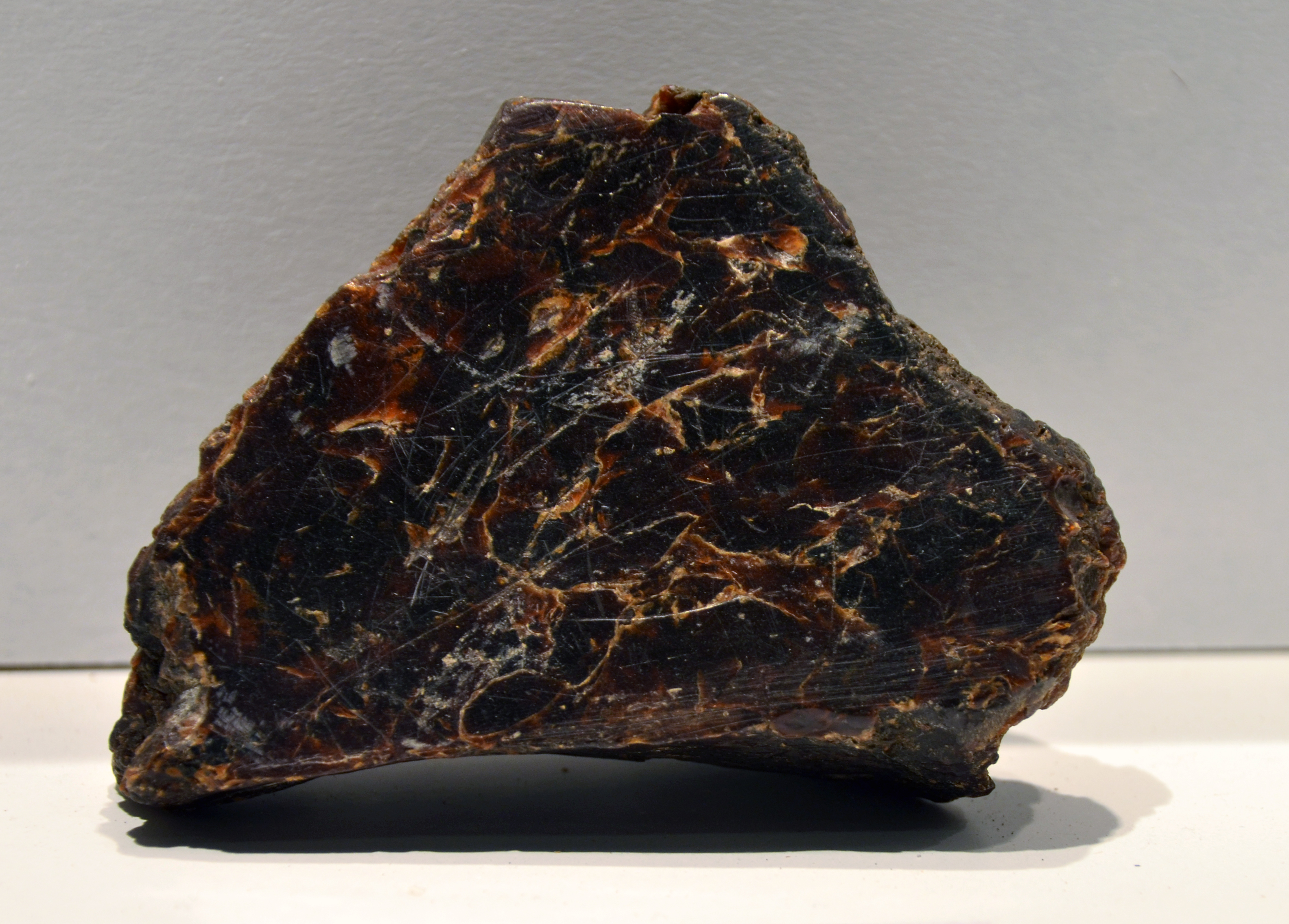
Whewellite
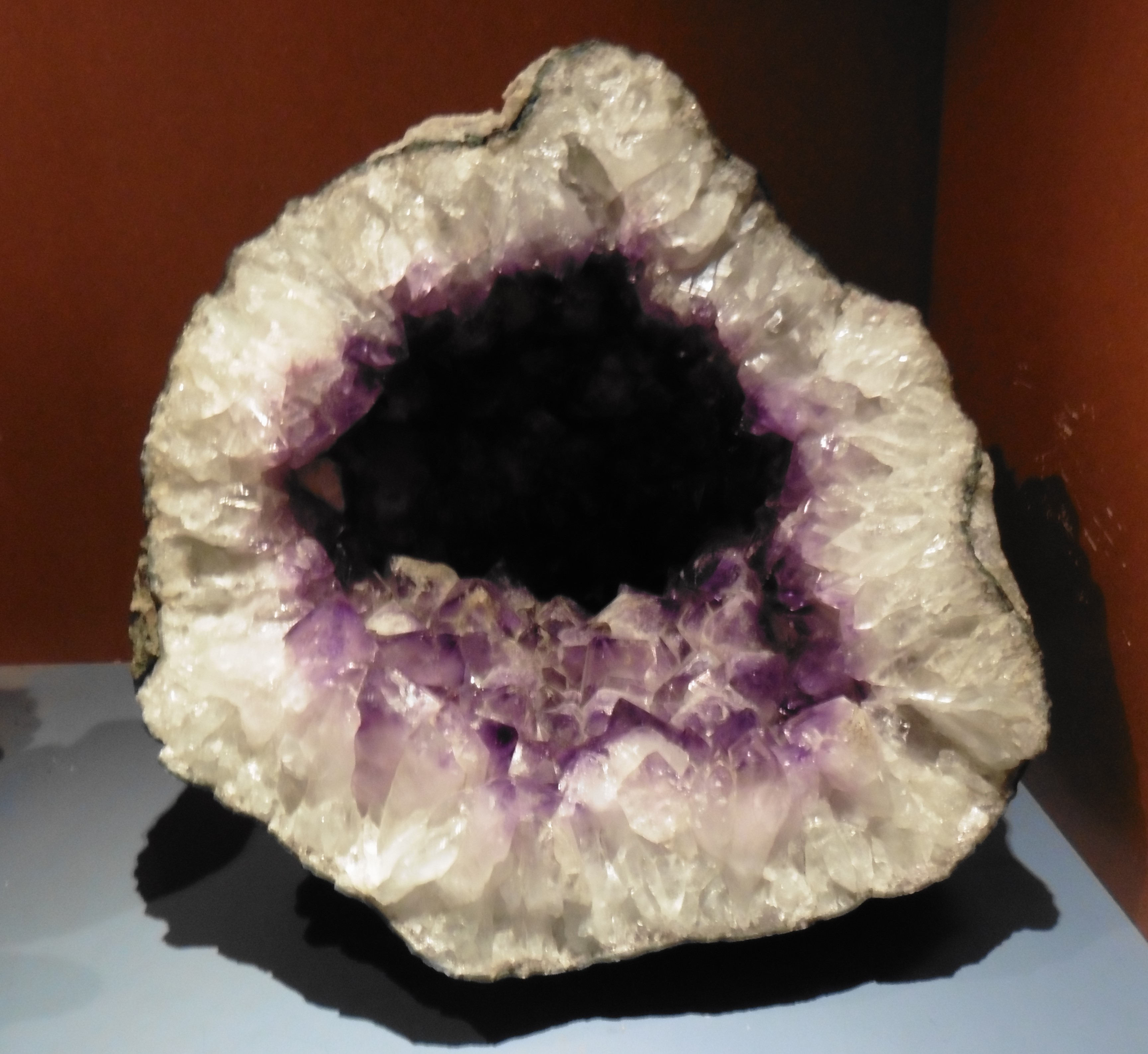
Améthyste

## Fréquentation
| 2001   | 2002   | 2003    | 2004   | 2005   | 2006    | 2007    | 2008   | 2009   | 2010    | 2011    | 2012    |
| ------ | ------ | ------- | ------ | ------ | ------- | ------- | ------ | ------ | ------- | ------- | ------- |
| 64 572 | 51 120 | 48 611  | 55 958 | 61 619 | 64 850  | 61 860  | 53 191 | 80 368 | 57 299  | 61 670  | 70 083  |
| 2013   | 2014   | 2015    | 2016   | 2017   | 2018    | 2019    | 2020   | 2021   | 2022    | 2023    | 2024    |
| 67 520 | 89 675 | 109 378 | 85 663 | 92 658 | 120 071 | 122 000 | -      | -      | 154 655 | 154 000 | 154 000 |